# El cura y el veneno
El cura y el veneno es una película española de 2011 dirigida por Antoni Caimari Caldés, basada en la novela homónima de Innuck Roda y guionizada por David Bombai.

## Argumento
Una lujosa fiesta en la embajada francesa de Madrid se convierte en el escenario de un crimen mortal. Las circunstancias misteriosas que rodean la muerte de un hombre influyente acaban convirtiendo a algunos de los propios invitados en sospechosos de asesinato. El crimen que, a primera vista, parece ser resuelto, empieza a tomar un movimiento serpentino que, poco a poco, ira destapando secretos guardados y deseos ocultos, poniendo de relieve las manifestaciones del veneno interior que todos llevamos dentro.
Felipe, un modesto cura y profesor de un colegio religioso, se ve implicado de forma inesperada en tales acontecimientos en los que el poder manda y el engaño impregna lo cotidiano.
Forzado a iniciar una investigación al margen de la ley, Felipe se hunde en un mundo oscuro donde se topara, cara a cara, con sus propios demonios que han regresado de un turbio pasado.
Este largometraje actual, con reminiscencias propias del clásico cine negro, posee una estética fuertemente expresiva y una estilización visual impactante que crean una atmósfera difusa, oscura, donde las apariencias engañan y la desconfianza reina.
Los espectadores se verán sumergidos en un mundo de misterio y una maraña de intriga y conflicto hasta llegar a la resolución menos esperada.

## Reparto
| Intérprete         | Personaje         |
| ------------------ | ----------------- |
| Karla Sofía Gascón | Felipe            |
| Tony Isbert        | Comisario Armesto |
| José S. Isbert     | Padre Serafín     |
| Javier Almeda      | Inspector Medina  |
| Vanessa Conde      | Marie             |
| Emma Caballero     | Veronique         |
| Pilar Roman        | Collins           |
| Carlos Pereira     | Embajador         |
| Tommy Zandali      | Félix Venegas     |
| Xavier Nuñez       | Pierre            |
| Nuria Rigo         | Abogado           |
| Jose Torresma      | Padilla           |
| Mariano Romero     | Sr. Dorleac       |
| Diego Mira         | André             |
| Andrea Jonsdottir  | Sra. Dorleac      |
| Cati Mut           | Valeri            |
| Azahara Moyano     | Recepcionista     |
| Marga Bonnin       | Amante            |
| Ruben Batalla      | Antonio Ruiz      |
| Caterina Rosello   | Recepcionista     |
| Phillipp Zandali   | Policía Incógnito |
| Nando Torres       | Policía           |